# Пазон, Юрий Фёдорович
Юрий Фёдорович Пазон (13 января 1921, с. Батуровка, Омская обл. — 6 июля 1943, Таганрог) — член таганрогской антифашистской подпольной организации.

## Биография
С 1932 по 1938 годы учился в таганрогской школе № 2 им. А. П. Чехова.
После окончания школы поступил в Ростовский государственный университет на физико-математический факультет.
Со второго курса университета был призван в армию. Будучи ранен в начале войны, приехал в Таганрог на излечение. Оказавшись в оккупированном городе, стал активным участником подпольной организации.
Награждён орденом Красной Звезды посмертно.